# بهنگی خان مغل خل
بهنگی خان مغل خل (به انگلیسی: Bhangi Khan Mughal Khel) یک منطقهٔ مسکونی در پاکستان است که در بنو، پاکستان واقع شده‌است. بهنگی خان مغل خل ۱٫۴۸ کیلومتر مربع مساحت و ۶۵۰ نفر جمعیت دارد و ۳۰۶ متر بالاتر از سطح دریا واقع شده‌است.